# Gliese 623
Gliese 623 é uma estrela dupla distante aproximadamente 25 anos-luz na constelação de Hércules. O sistema binário consiste em duas anãs vermelhas separadas por uma distância de 1,9 unidades astronômicas.

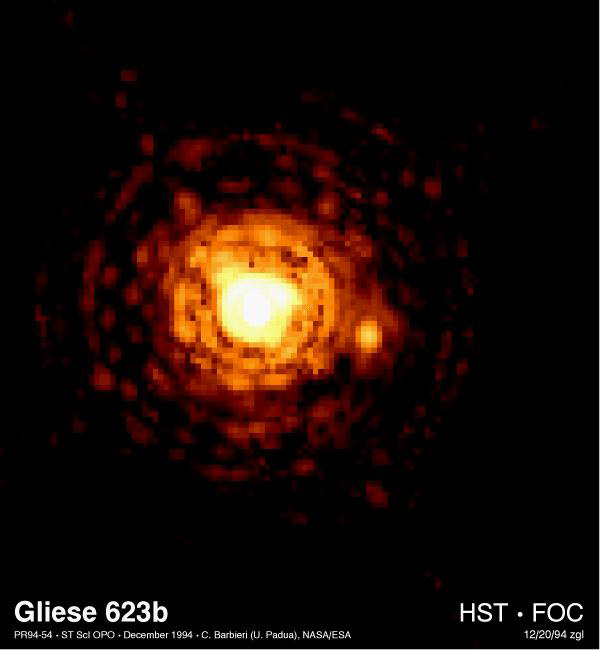
Imagem da estrela Gliese 623 A e sua ténue companheira (a direita). Créditos: C. Barbieri y NASA/ESA.

## Ligações Externas
- Página da Nasa